# John Winter
John Winter (Australia, 3 de diciembre de 1924-5 de diciembre de 2007) fue un atleta australiano, especialista en la prueba de salto de altura en la que llegó a ser campeón olímpico en 1948.

## Carrera deportiva
En los JJ. OO. de Londres 1948 ganó la medalla de oro en el salto de altura, con un salto por encima de 1.98 metros, quedando en el podio por delante del noruego Bjorn Paulson (plata con 1.95 m) y del estadounidense George Stanich (bronce también con 1.95 m pero en más intentos).